# Leioproctus semiviridis
Leioproctus semiviridis är en biart som först beskrevs av Cockerell 1930.  Leioproctus semiviridis ingår i släktet Leioproctus och familjen korttungebin. Inga underarter finns listade i Catalogue of Life.